# Эггерик Бенинга
Эггерик Бенинга (нем. Eggerik Beninga, з.-фриз. Eggerik Beninga; 1490, Гримерзум — 19 октября 1562, Гримерзум) — восточнофризский хофтлинг (вождь). Известен также как хронист, написавший ряд трудов по истории фризов.

## Биография
Эггерик Бенинга происходил из известной восточнофризской семьи хофтлингов. Он был сыном Гаррелта Бенинги, хофтлинга и пробста Вирдума, Еннельта и Гримерзума и Эссы Хауверда, дочери Снелгера Хауверды из Термюнтена. В молодости он служил под началом графа Эдцарда I Великого из графства Восточная Фрисландия. В 1525 году Эггерик был назначен дростом в важную крепость Лерорт, где занимался административными и судебными делами.

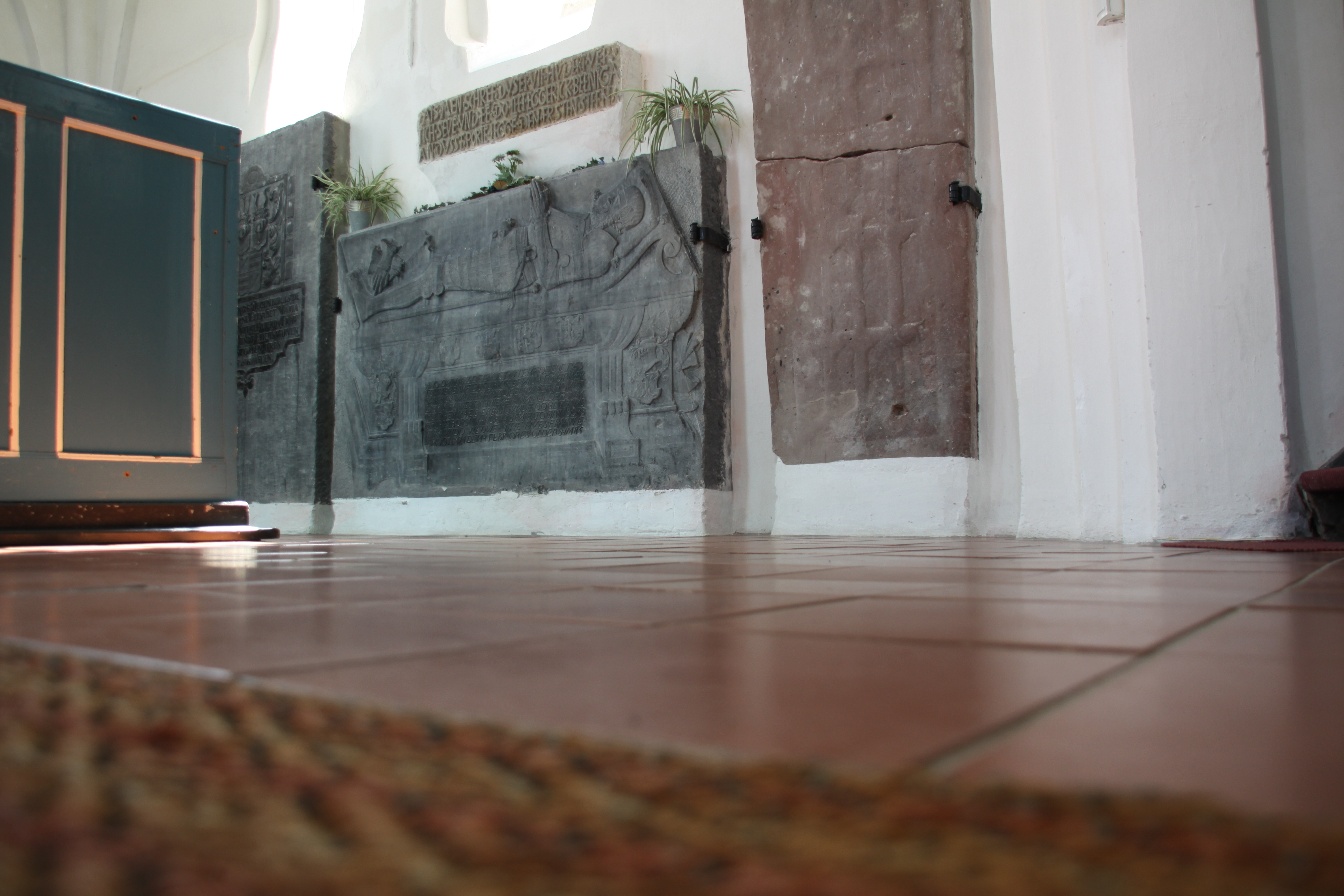
Гробница Эггерика Бенинги в церкви Гримерзума

После смерти графа Энно II, преемника Эдцарда, он с 1540 года работал советником при дворе восточнофризской графини Анны Ольденбургской и участвовал во всех важных земельных делах и, таким образом, имел большое влияние. В 1556 году его снова призвали в Лерорт, а через пять лет он вернулся в свое поместье в Гримерзуме, где вскоре и умер.

## Труды
Как историк он написал «Volledig Chronyk van Oostfrieslant» («Полная хроника Восточной Фрисландии») на нидерландском языке или «Cronica der Fresen» («Хроника фризов») полностью на нижненемецком языке. Эта хроника содержит не только историю Восточной Фризии, но и всех соседних народов. Однако источники, которые он использовал для своей истории, неизвестны, поэтому есть сомнения в подлинности некоторых событий, которые он описывает. Но многие темы, о которых он писал, были известны и другим историкам того времени.
Его историю Фрисландии позже переработал Эйлхардус Фолкардус Харкенрот (1670-1732). Более раннее издание было опубликовано Антониусом Маттеусом на основе другой рукописи и напечатано в 1706 году в Лейдене.